# Medusa espacial
Una medusa espacial (o ovni de medusas; también medusa de cohete) es un fenómeno relacionado con el lanzamiento de un cohete causado por la luz solar que se refleja en los gases de la nube de cohetes de gran altitud emitidos por un cohete de lanzamiento durante el crepúsculo matutino o vespertino. El observador está en la oscuridad, mientras que los penachos de escape a gran altitud todavía están expuestos a la luz solar directa. Esta aparición luminosa recuerda a una medusa. Los avistamientos del fenómeno han provocado pánico, miedo al ataque con misiles nucleares e informes de objetos voladores no identificados.

## Lanzamientos de cohetes donde se observaron medusas espaciales
| Cohete                                                     |  | Carga útil                       | Fecha                    | Ubicación       | Resumen | Referencias          |
| ---------------------------------------------------------- |  | -------------------------------- | ------------------------ | --------------- | --- | -------------------- |
| SpaceX Falcon 9 vuelo 62                                   |  | SAOCOM 1A                        | 8 de octubre de 2018     | California      | Lanzamiento en la Costa Oeste frente a California, en el postocaso; causando informes de ovnis                                                                                           | [ 10 ] [ 11 ] [ 12 ] |
| SpaceX Falcon 9 vuelo 57                                   |  | SpaceX CRS-15                    | 29 de junio de 2018      | Florida         | Lanzamiento en la Costa Este frente a Florida, antes del amanecer | [ 1 ]                |
| Lanzamiento de Soyuz-2                                     |  | Satélite Glonass-M               | 17 de junio de 2018      | Rusia Europea   | Lanzamiento desde el Cosmódromo de Plesetsk que se dirige a las ciudades de Nizhni Nóvgorod y Kazán, Rusia.                                                                              | [ 13 ] [ 8 ] [ 9 ]   |
| SpaceX Falcon 9 vuelo 46                                   |  | SpaceX Iridium 4                 | 22 de diciembre de 2017  | California      | Lanzamiento en la Costa Oeste de California, en el pos-anochecer | [ 14 ]               |
| Vuelo Atlas V 551 AV-056                                   |  | MUOS-4                           | 2 de septiembre de 2015  | Florida         | Lanzamiento en Cabo Cañaveral en la madrugada. | [ 15 ] [ 16 ]        |
|                                                            |  | Satélite meteorológico Meteor-M2 | 8 de julio de 2014       | Rusia Europea   | Lanzamiento desde el Cosmódromo de Baikonur, Kazajistán | [ 17 ]               |
| Lanzamiento de la prueba de misiles nucleares RT-2PM Topol |  |                                  | 10 de octubre de 2013    | Eurasia         | Lanzado desde Kapustin Yar, Rusia; chocar contra Shary Shagan, Kazajistán. | [ 18 ]               |
|                                                            |  | Kosmos 1188                      | 14 de junio de 1980      | Rusia Europea   | Lanzamiento del Cosmódromo de Plesetsk resultó en una medusa gigante en forma de U que apareció sobre Moscú y Kalinin, Rusia.                                                            | [ 19 ]               |
|                                                            |  | Kosmos 955                       | 20 de septiembre de 1977 | Norte de Europa | Lanzamiento desde el Cosmódromo de Plesetsk resultó en un rastro de vapor de medusa visto sobre el norte de Europa, causando el incidente ovni conocido como el "fenómeno Petrozavodsk". | [ 20 ]               |